# (55701) Укалегон
(55701) Укалегон (др.-греч. Οὐκαλέγων) — троянский астероид Юпитера, двигающийся в точке Лагранжа L5, в 60° позади планеты. Астероид был открыт 17 октября 1977 года голландскими астрономами К. Й. ван Хаутеном, И. ван Хаутен-Груневельд и Томом Герельсом в Паломарской обсерватории и назван в честь Укалегона, одного из старейшин Трои, чей дом был подожжён ахейцами, когда они ворвались в город.

Орбита астероида Укалегон и его положение в Солнечной системе